# St. Martin-Karlsbach
St. Martin-Karlsbach, Sankt Martin-Karlsbach – gmina targowa w Austrii, w kraju związkowym Dolna Austria, w powiecie Melk. Według Austriackiego Urzędu Statystycznego liczyła 1 698 mieszkańców (1 stycznia 2014).